# Nils Boe
Nils Andreas Boe (* 10. September 1913 in Baltic, Minnehaha County, South Dakota; † 30. Juli 1992 in Sioux Falls, South Dakota) war ein US-amerikanischer Jurist und Politiker. Er war von 1965 bis 1969 der 23. Gouverneur des Bundesstaates South Dakota; später wurde er Bundesrichter.

## Frühe Jahre
Nils Boe studierte an der University of Wisconsin Jura. Nach seinem Examen und der Zulassung als Rechtsanwalt praktizierte er in Sioux Falls. Während des Zweiten Weltkrieges diente er als Leutnant in der US Navy. Nach Kriegsende war er wieder als Anwalt tätig. Zwischen 1950 und 1958 war Boe Abgeordneter im Repräsentantenhaus von South Dakota. Zeitweise fungierte er als dessen Speaker. Zwischen 1963 und 1965 war er Vizegouverneur seines Staates; im Jahr 1964 wurde er dann als Kandidat der Republikanischen Partei zum neuen Gouverneur gewählt, wobei er sich mit 52:48 Prozent der Stimmen gegen den Demokraten John F. Lindley durchsetzte.

## Gouverneur von South Dakota
Boes Amtszeit begann am 5. Januar 1965. Nach einer Wiederwahl im Jahr 1966 konnte er bis zum 7. Januar 1969 amtieren. Auch er setzte sich wie sein Vorgänger Archie M. Gubbrud für die Bildungspolitik ein. Damals wurde auch das Schulfernsehen eingeführt. Für die Angestellten des öffentlichen Dienstes wurde ein neues Rentengesetz eingeführt. Außerdem wurden Antidiskriminierungsgesetze erlassen, um vor allem die Frauen zu schützen. Der Gouverneur sorgte auch für eine Angleichung der Löhne zwischen den Geschlechtern. Ein anderes Anliegen Boes war der Versuch, Industrie von außerhalb seines Staates nach South Dakota zu locken und dort zu Investitionen zu bewegen. Im Jahr 1966 ging das erste Atomkraftwerk des Staates ans Netz. Die in der Nähe von Sioux Falls errichtete Anlage wurde ein Jahr später wegen technischer Probleme in ein konventionelles Kraftwerk umgewandelt. Ebenfalls in Boes Amtszeit wurden die Wasserkraftwerke am Missouri fertiggestellt. Dieses Programm war seit den 1940er Jahren in Arbeit.

## Weiterer Lebenslauf
Nach dem Ende seiner Amtszeit wurde Boe von Präsident Richard Nixon zum ersten Direktor des Office of Public Engagement and Intergovernmental Affairs im Executive Office ernannt. Dieses Amt übte er zwischen 1969 und 1971 aus. Danach wurde Boe als Richter an den United States Customs Court in New York City berufen, wo er die Nachfolge von Samuel Murray Rosenstein antrat. Gleichzeitig übernahm er den Vorsitz dieses Bundesgerichts von Paul Peter Rao. Diesen Posten behielt er – auch nach der Umwidmung des Gerichtshofs zum United States Court of International Trade – bis 1984; danach zog er sich in sein Privatleben zurück. Nils Boe starb 1992 an Krebs.